# Letadlo poháněné lidskou silou

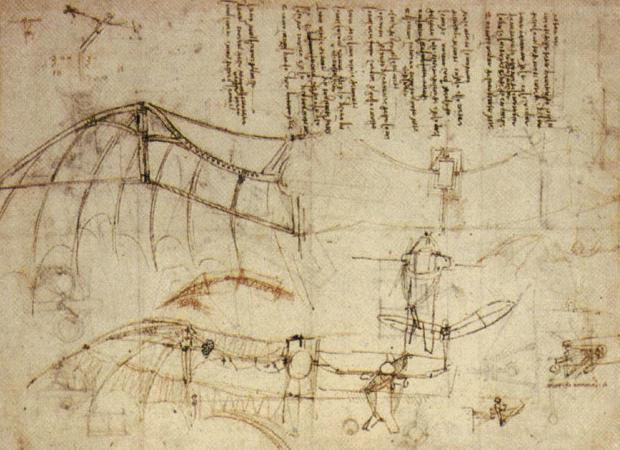
Leonardo da Vinci - skica létajícího stroje

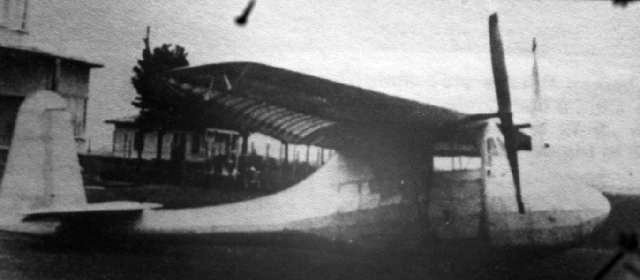
Pedaliante

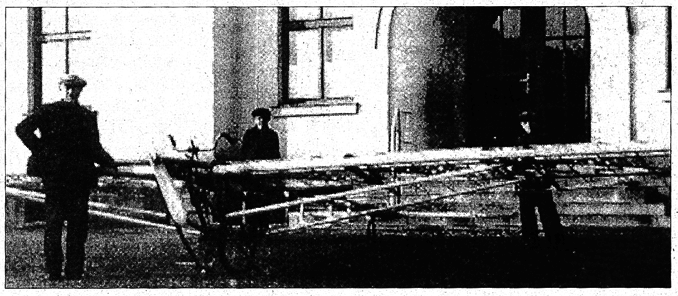
Josef Kábele

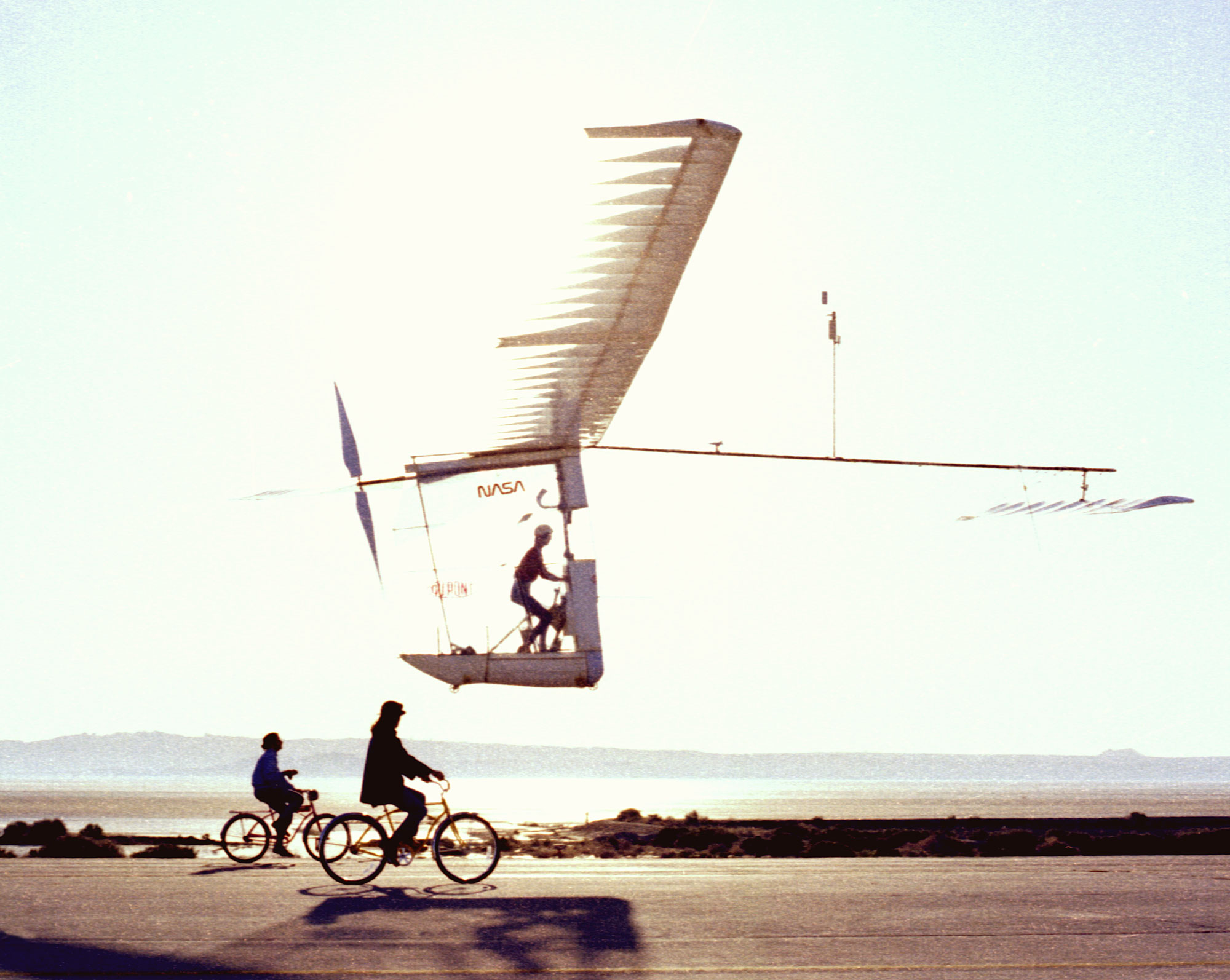
Gossamer Albatross

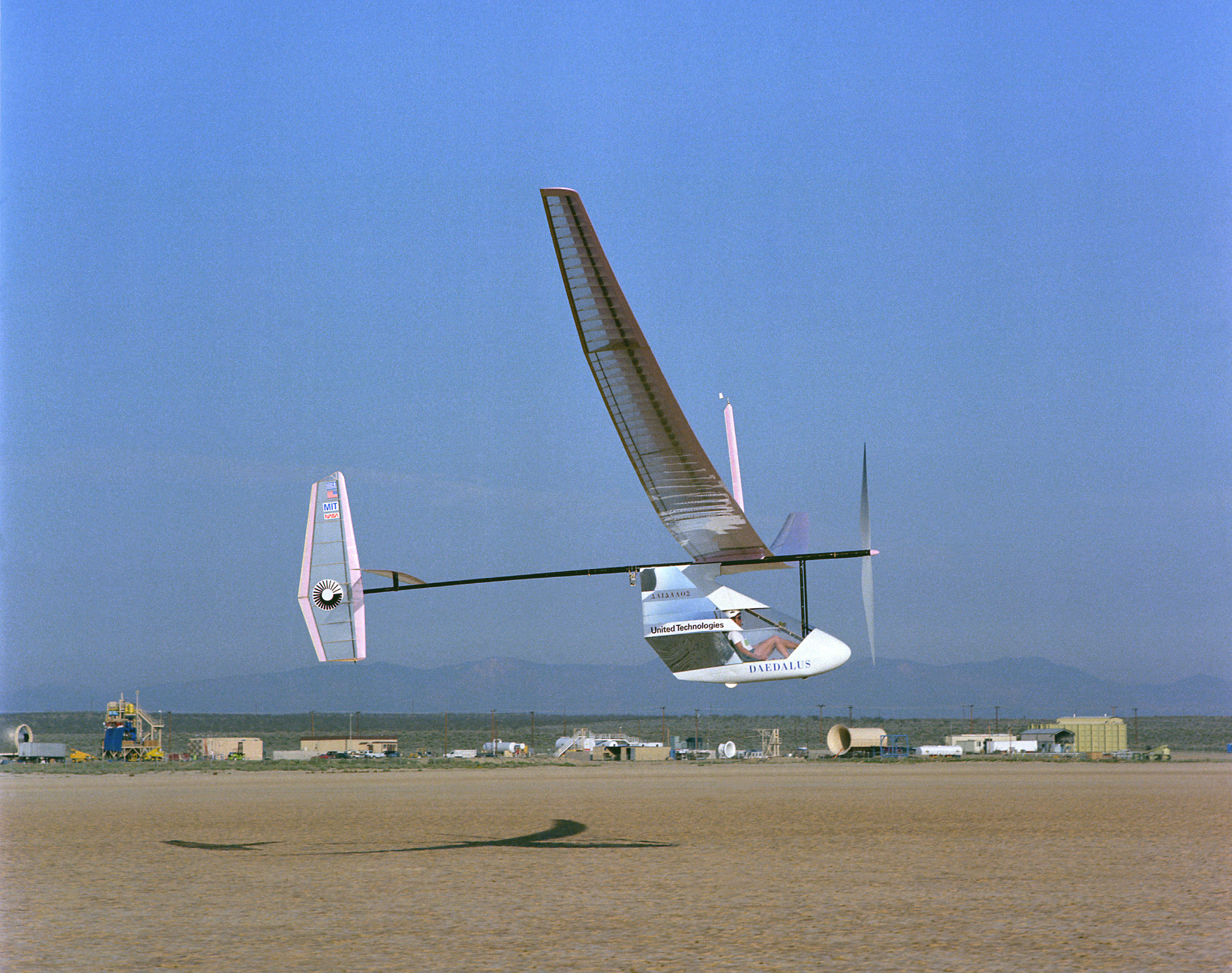
MIT Daedaleus

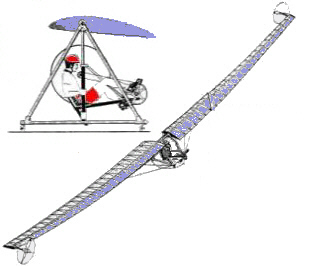
Da Vinci III

Letadlo poháněné lidskou silou je letadlo, které ke svému pohybu používá jako pohon pouze sílu lidských svalů. První pokusy sestrojit takový letoun jsou datovány do období renesance, kdy Leonardo da Vinci studoval let ptáků a načrtl první návrhy létajících strojů (ornitoptéra, helikoptéra). První skutečně létající letadla na lidský pohon ovšem vznikla až koncem sedmdesátých let 20. století. Letuschopné stroje byly postaveny v Japonsku, Německu, Řecku, Austrálii, na Novém Zélandu, v Jihoafrické republice, Rakousku, Kanadě, Singapuru, USA a ve Velké Británii, jejich celkový počet se blíží stu.
V současné době je konstrukce těchto létajících strojů spíše jako inženýrská výzva, než aby byla použitelná pro jakýkoli druh rekreačního nebo užitkového účelu. Ovšem například v Japonsku se pořádá Birdman Rally, kde mezi sebou soupeří týmy vyvíjející tato létající stroje a jsou snahy dostat létání na HPA (human-powered aircraft) mezi olympijské sporty.

## Pokusy v Česku a na Slovensku
I na českém území docházelo k pokusům sestrojit letadlo schopné letět jen s pohonem lidskou silou. Pomineme-li Jana Tleskače z románu Jaroslava Foglara, který je pouze literární postavou, jsou doklady o pokusech jistého Víta Fučíka (zvaného Kudlička), který se měl v letech 1760–1795 pokoušet o létání nejprve na letadle s mávavými křídly (kde byl ovšem nadlehčován měchy naplněnými bahenním plynem) a později na pevném křídle (předchůdce dnešního rogala). V roce 1866 byl na základě zbytků těchto strojů postaven tzv. Kadeřávkův samolet.
Někdy po roce 1756 měl podle legendy (slezský rodák) František Ignác Jäschke alias Mnich Cyprián „létat na létajícím stroji podobném ptáku“ z vrchu Tři koruny, který je dnes v polském Pieninském národním parku. Měl prý doletět až k Morskému oku, které je asi 40 km dále v Polsku.
V letech 1894 a 1895 sestrojil slovenský důstojník rakousko-uherské armády Ján Bahýľ 2 verze tzv. bicyklového vrtulníku. Pokusy se strojem s dvěma protiběžnými čtyřlistými vrtulemi byly prý dokonce úspěšné, s ohledem na tehdejší technologie je ovšem nutné toto tvrzení brát s nadsázkou.
V roce 1908 postavil v Písku své létající kolo Jan Hirsch. Bylo opatřeno křídly z bambusu potaženého látkou a mělo 2 vrtule – jednu vpředu a druhou vzadu. Po rozjezdu ze svahu se stroj vznesl a ulétl 30 metrů. V roce 1909 kvůli havárii a nedostatku financí ovšem další pokusy ukončil.
V letech 1934–1936 pracoval v Chrasti u Chrudimi na šlapoletu Josef Kábele. Se strojem o rozpětí křídel 10 m a s vrtulí o průměru 1,4 m. Při prvním pokusu na svažité louce v obci Řestoky se letoun krátce vznesl a poté havaroval. Po 2. světové válce věnoval Josef Kábele části letounu leteckému muzeu v Kbelích., 
K pokusům o sestrojení létajícího šlapacího bicyklu viz samostatný článek Létající kolo.

## Rekordy[5]
- Současného rekordu ve vzdálenosti i trvání letu bylo dosaženo dne 23. dubna 1988 letadlem MIT Daedalus 88 – pilot: Kanellos Kanellopoulos (Řecko) – místo: z Héraklionu (Kréta, Řecko) na ostrov Santorini (Řecko) – hodnota 115,11 km (za 3 hodiny a 54 minut).
- Rekord na uzavřené trati drží od 22. 1. 1987 letoun Michelob Light Eagle – pilot: Glenn Tremml (USA) – místo: Roger Dry lake, Kalifornie, USA – hodnota: 58,66 km.
- Rychlostní rekord drží od 2. 10. 1985 letoun Musculair 2 – pilot: Holger Rochelt (Německo) – místo: Oberschleissheim Airfield, Německo – hodnota: 44,32 km/h.
- První let s cestujícím se uskutečnil 1. října 1984, kdy s pilot Holgerem Rocheltem v letounu Musculair 1 letěla jeho sestra Katrin.
- 10. prosince 1989 vzlétl na půdě kalifornské polytechnické univerzity první vrtulník poháněný lidskou silou – Da Vinci III, ve výšce 20 cm se udržel po dobu 7,1 sekundy.
- Současný rekord v délce trvání letu takového vrtulníku je z roku 2013, stroj postavený kanadským týmem AeroVelo se ve vzduchu udržel 64 sekund a dosáhl výšky 3m. [6]

## Seznam letadel poháněných lidskou silou podle roku vzniku
(Seznam není úplný)
- Poulain-Farman – 1921
- HV-1 Mufli – 1933–35
- Zaschka Muskelkraft-Flugzeug – 1934
- Pedaliante – 1935–37
- Puffin I a II – 1960–69
- Sumpac – 1960–61
- Vine – 1962
- Toucan – 1965
- Linnet I-III – 1966–70
- SM-OX – 1969
- Wisley machine Dumbo – 1970
- Liverpuffin – 1971
- Woodford machine Jupiter – 1971
- Egret – 1972–73
- MIT Burd I a II – 1972–76
- Hurel Aviette – 1974
- Icarus – 1974
- Dragonfly – 1974–76
- Newbury Manflier – 1974–80
- Olympian – 1976
- Stork A – 1976
- Gossamer Condor – 1977
- Ibis – 1978
- MIT Chrysalis – 1978
- Gossamer Albatross – 1979
- Pelargos I-III – 1980–85
- Phoenix – 1980
- MiLan – 1981
- Bionic Bat – 1983–84
- HVS – 1983
- MIT Monarch – 1983–84
- Musculair 1 a 2 – 1984–85
- Michelob Light Eagle – 1987
- MIT Daedalus 87 a 88 – 1987–88
- Vélair 88 a 89 – 1988–?
- Airglow – 1992

Lidskou silou poháněné vrtulníky
- Da Vinci I-III – 1982–89
- Papillon A-C – 1988–91
- Yuri I a II – 1994–98